# Золотой пруд
Золотой пруд — искусственный водоём, расположенный на востоке Москвы, на территории ПКиО «Сокольники», между Первым и Вторым Лучевыми просеками. Площадь пруда составляет приблизительно один гектар, средняя глубина — 1,8 м. Питание осуществляется за счёт поверхностных вод и водопровода. Для предотвращения размыва берега укреплены железобетонной стенкой. Используется в качестве места отдыха. Название, по-видимому, связано с красотой местности или песчаным дном.

## Реконструкция
В 2013 году прошла реконструкция пруда, первая за 15—20 лет, за которые водоём подвергся заболачиванию. Пруд был расчищен, установлен домик для птиц, на берегах размещены спортснаряды и детские площадки. По состоянию на 2015 год, купание запрещено.